# Kiko Ratón
Francisco José González Expósito, alias Kiko Ratón (Puerto de la Cruz, Santa Cruz de Tenerife, España, 19 de septiembre de 1976), es un futbolista español. Juega de delantero y actualmente es jugador del Club Deportivo Puerto Cruz.

## Trayectoria
Kiko Ratón se formó en las categorías inferiores del CD Puerto Cruz, equipo de su municipio natal aunque jugó un año de juvenil en el UD Tacuense para luego regresar al Puerto Cruz. Tras su paso por el fútbol base, en la temporada 1995/96 jugó en Preferente de las Islas Canarias con el CD Puerto Cruz, lo hizo en 30 encuentros y logró 17 goles, el equipo ascendió a Tercera División. En la campaña 1996/97 Kiko se estrenó en categoría nacional jugando 29 partidos y logrando 12 goles. Tras sus buenos inicios, el CD Tenerife le fichó para reforzar el filial. En el filial tinerfeño siguió sumando experiencia en Tercera, en la temporada 1997/98 jugó 25 partidos y logró 7 goles, y en la 1998/99 jugó 30 encuentros y metió 5 goles. En la 1999/00 fue cedido al UD Gáldar de Gran Canaria que militaba en Tercera División, jugó 16 partidos y logró 15 tantos. Al finalizar la temporada regresó al Tenerife B la que sería su última temporada en el filial blanquiazul. En esa campaña jugó 18 partidos y anotó 4 goles. En la temporada 2001/02 se marchó cedido a la UD Vecindario, dando el salto a la Segunda División B. En Vecindario gozó de protagonismo, jugó 29 partidos y anotó 8 goles, desafortunadamente el equipo quedó en 18.ª posición y descendió a Tercera.
Tras la temporada en el Vecindario regresó al Tenerife, esta vez para quedarse en el primer equipo. Jugó 3 temporadas en Segunda División a buen nivel, en la 2002/03 jugó 36 partidos y anotó 6 goles, en la 2003/04 jugó 27 partidos y anotó 3 goles, y en su última temporada (2004/05) como jugador del Tenerife jugó 18 partidos y anotó 1 gol. En los últimos compases de la liga, rescindió el contrato con el CD Tenerife y fichó por el Hércules CF para disputar la fase de ascenso a Segunda División y la temporada siguiente.
En el Hércules CF de Alicante jugó los 4 partidos de la fase de ascenso, y anotó un gol importante contra la RSD Alcalá, en el partido de ida de la última eliminatoria. Una vez conseguido el ascenso a Segunda División con el equipo alicantino, Kiko no entró en los planes del entrenador Juan Carlos Mandiá, y comenzó a jugar en la segunda vuelta con el nuevo entrenador José Bordalás. A la postre jugó 11 partidos y anotó 2 goles. Tras finalizar contrato con el club herculano, fichó por el Orihuela CF de Segunda B. En el equipo oriolano estuvo durante 2 temporadas y se convirtió en un jugador muy querido. En su primera temporada jugó 31 partidos y anotó 13 goles, y en la segunda 34 encuentros y marcó 21 goles, lo que le convirtió en el máximo goleador del grupo tercero.
Aunque poseía contrato en vigor con el Orihuela CF, rescindió y fichó en verano de 2008 por el Iraklis FC de la Super Liga de Grecia.
En el verano del 2009 dejó el club griego para fichar por el Girona FC. En 2010 marcó en la última jornada el gol decisivo que hacía que su equipo mantuviese la categoría, frente al Real Murcia, y condenando a dicho equipo al descenso a Segunda División B.
En 2011 ficha por el Club Deportivo Tenerife. Finalizada la temporada, el club insular le comunicó que no contaba con sus servicios para la temporada siguiente.

## Clubes
| Club                       | País   | Año           |
| -------------------------- | ------ | ------------- |
| CD Puerto Cruz             | España | 1995-1997     |
| CD Tenerife B              | España | 1997-1999     |
| UD Gáldar                  | España | 1999-2000     |
| CD Tenerife B              | España | 2000-2001     |
| UD Vecindario              | España | 2001-2002     |
| CD Tenerife                | España | 2002-2005     |
| Hércules CF                | España | 2005-2006     |
| Orihuela CF                | España | 2006-2008     |
| Iraklis FC                 | Grecia | 2008-2009     |
| Girona FC                  | España | 2009-2011     |
| Club Deportivo Tenerife    | España | 2011-2012     |
| Club Deportivo Puerto Cruz | España | 2012-2013nnnb |
| Club Deportivo Eldense     | España | 2013-2014     |
| Club Deportivo Puerto Cruz | España | 2014-         |

## Palmarés

### Campeonatos nacionales
- Subcampeón de Segunda División B (Grupo III) y ascenso a Segunda División con el Hércules CF (2004/05).

### Distinciones individuales
| Distinción                               | Año       |
| ---------------------------------------- | --------- |
| Máximo goleador de Segunda B (Grupo III) | 2007-2008 |